# Francis Hervey
Francis Hervey (16 octobre 1846 - 10 janvier 1931) est un avocat britannique et un homme politique conservateur qui siège à la Chambre des communes à deux reprises entre 1874 et 1892. 

## Biographie
Il est le quatrième et dernier fils de Frederick Hervey (2e marquis de Bristol) et de son épouse, Katherine Isabella Manners, quatrième fille de John Manners (5e duc de Rutland). Il est le frère cadet de Frederick Hervey (3e marquis de Bristol) et Augustus Hervey. Il fait ses études au Collège d'Eton, où il remporte la bourse Newcastle, puis au Balliol College, Oxford, où il obtient un baccalauréat ès arts en 1869. Il est appelé au barreau par le Lincoln's Inn en 1872 et est nommé membre honoraire du Hertford College, Oxford, deux ans plus tard. 
Aux élections générales de 1874, il est élu député de Bury St Edmunds et occupe ce siège jusqu'en 1880. Il est de nouveau élu pour la circonscription électorale en 1885 et siège jusqu'en 1892. Au cours de la dernière année, il est nommé deuxième commissaire de la fonction publique, poste qu'il occupe jusqu'en 1907, date à laquelle il est promu premier commissaire à la fonction publique. Il prend sa retraite de ce poste en 1909 et, maintenant les liens de la famille avec le Brighton College, il est membre de son conseil de 1910 à sa mort. Il est juge de paix pour le Suffolk. 